# لی‌یو
لی‌یو (چینی: 樂遊科技控股有限公司) شرکت بازی ویدئویی هنگ کنگی است، که در سال ۲۰۱۰ توسط لین چینگلین تأسیس شد و هم‌اکنون زیرمجموعه‌ای از شرکت تنسنت می‌باشد.